# Amalric Gérard
Amalric Gérard est un acteur français également producteur, scénariste, réalisateur et distributeur de cinéma.
Il devient connu grâce à son rôle de Jean-Baptiste, tenu dans le feuilleton quotidien Plus belle la vie de 2005 à 2008.
En 2024, sort son premier long métrage, L'Ennemi public no 0.

## Biographie

### Origines, jeunesse et formation
Amalric Gérard naît le 1er février 1980 à Orange.
Il commence à jouer au Festival d'Avignon en 1998 dans Lorenzaccio d'Alfred de Musset, mis en scène par Gérard Gelas au théâtre du Chêne noir. Gérard Gélas l'avait vu dans Dom Juan de Molière où il interprétait le rôle de Pierrot. Amalric Gérard lui demande de jouer dans sa pièce. Gérard Gélas lui propose de choisir entre son baccalauréat ou la pièce.  De son côté, le directeur de son lycée l'oblige à passer son bac en candidat libre. Il est reçu malgré une très mauvaise note en philosophie.
Après avoir étudié la philosophie à l'université Paul-Valéry de Montpellier et le théâtre au conservatoire d'art dramatique de Montpellier, Amalric Gérard est reçu à l'école du Studio à Paris.
À Paris, il travaille en tant que barman dans plusieurs clubs de jazz (Duc des Lombards, Sunset sunside). Il assiste ainsi à plusieurs centaines de concerts de jazz.

### Carrière
À l'été 2001, un tournage a lieu au Duc des Lombards avec le fameux trio HUM d'Ascenseur pour l'échafaud. Claude Berri y tourne Une Femme de Ménage. Le mythique directeur de casting Gérard Moulevrier est aussi présent. Claude Berri donne sa chance à Amalric Gérard aux côtés d'Émilie Dequenne, Axelle Abbadie et Jean-Pierre Bacri sur les conseils de Nathalie Rheims pour le rôle de Julien. Or, Claude Berri est avec Luc Besson et Yves Robert le réalisateur français qui a le plus marqué son enfance.
Avec son cachet de Renn productions, Amalric Gérard finance en 2001 le film Samovar, Poupées russes tourné avec son ami Ostap Tchovnovoï en Ukraine l'été même. 
On le voit pour la première fois à la télévision en 2003 dans Maigret et la Princesse (téléfilm de la série des Maigret) tourné en Tchéquie et réalisé par Laurent Heynemann où il donne la réplique à Bruno Cremer.
En 2004 au théâtre, il étrenne Une saison en enfer d'Arthur Rimbaud, seul en scène pendant une heure et quart, dans les Ardennes, puis au Petit Chatelet rue Saint Denis et au Festival de la Poésie à Paris, ainsi qu'au Festival off d'Avignon en 2005 dans l'arrière-salle d'un restaurant africain au rythme de deux représentations quotidiennes. C'est alors que Dolorès Oscari l'invite à jouer au théâtre royal de Mons en présence de Fadila Laanan, ministre de la Culture de Wallonie. Sa prestation lors de la Journée mondiale du livre et de l’auteur (Unesco) du 23 avril donne lieu à la republication d'Une saison en enfer par les éditions Maelström et le ministère de la Culture français.
Fin 2005, sur les conseils de l'acteur Jean-Marie Juan, Amalric Gérard passe une audition pour un petit rôle dans Plus belle la vie. Son personnage ne devait alors apparaître que pendant trois semaines. Il est en fait présent dans deux cent trente épisodes de 26 minutes, devenant alors le personnage préféré de la série, selon un sondage[réf. nécessaire]. Le feuilleton quotidien de France 3 est alors suivi par six millions de téléspectateurs.
À partir de 2008, Amalric Gérard interrompt sa carrière pendant huit ans.
En 2009, son retour dans Plus belle la vie est néanmoins annoncé par un blog de fans, mais ce n'est qu'une rumeur et son personnage ne revient pas.
En 2016, il figure dans la distribution de l'épisode Jusqu'au dernier de Section de Recherches réalisé par Julien Zidi, avec 7,9 millions de téléspectateurs, cet épisode est le plus regardé tant à la télévision qu'en replay[source insuffisante] depuis la création de la série sur TF1 en 2006.
En 2022, il réalise son premier long métrage, L'Ennemi public no 0, qui sort le 29 mai 2024 en France.

### Vie privée
Amalric Gérard a une fille atteinte du syndrome de Rett.

## Filmographie

### Comme acteur

#### Télévision
- 2003 : Maigret et la Princesse de Laurent Heynemann
- 2005-2008 : Plus belle la vie : Jean-Baptiste Gauthier (230 épisodes)
- 2006 : Fabien Cosma
- 2016 : Section de recherches (saison 10, épisode Jusqu'au dernier) : Sylvain Lauret

#### Cinéma

##### Longs métrages
- 2002 : Une femme de ménage de Claude Berri
- 2004 : Touristes ? Oh yes ! de Jean-Pierre Mocky
- 2023 : L'Ennemi public no 0 : le premier policier

##### Courts métrages
- 2001 : Samovar, poupées russes de Ostap Tchovnovoï et Amalric Gérard
- 2002 : Déplacements Naturels de Guillaume Deviercy
- 2004 : Sommes en scène d'Amalric Gérard (avec Danielle Evenou, François Corbier, Coin-coin...)
- 2013 : Croire, de Nicolas Cazalé (avec Emmanuelle Seigner)

### Comme réalisateur
- 2001 : Samovar, poupées russes, court métrage tourné en Ukraine
- 2004 : Sommes en scène, tourné au Festival d'Avignon
- 2024 : L'Ennemi public no 0, long métrage

## Théâtre
- 1998-1999 : Lorenzaccio, mis en scène par Gérard Gelas
- Cœur à cuire (Jacques Cœur), Andromaque (Oreste), Dom Juan (Pierrot), Songe d'une nuit d'été (Lysandre), Une saison en enfer (Arthur Rimbaud)...

## Participation
- Amalric Gérard a participé aux trois soirées « Tout le monde chante contre le cancer » en 2007.
- En 2014 et 2015, il invente et expérimente une méthode égalitaire basée sur l'oralité et le ressenti pour construire un film collectif avec des comédiens et techniciens amateurs. Deux longs métrages sont réalisés.
- En 2016, il crée le site operett.net[9] pour sensibiliser et récolter des fonds pour la recherche sur le gène mecp2 responsable du syndrome de Rett.